# Cappella di San Michele Arcangelo (Semifonte)
La cappella di San Michele Arcangelo a Semifonte si trova a Semifonte, nei pressi di Petrognano, frazione del comune di Barberino Val d'Elsa, in provincia di Firenze, diocesi della medesima città.

## La cappella di San Michele
La piccola cappella a pianta ottagonale, coronata da una cupola che (nel rapporto di 1:8) riproduce esattamente quella della Cattedrale fiorentina di Santa Maria del Fiore, venne costruita fra il 1594 e il 1597 su progetto di Santi di Tito.
Il committente fu Giovan Battista di Neri Capponi, proprietario della rinascimentale Villa di Petrognano, nonché canonico della Cattedrale di Santa Maria del Fiore: tuttavia, per poter costruire il tempietto fu costretto a chiedere il permesso al granduca Ferdinando I, dato che vigeva ancora l'antico divieto di edificare in quella zona, di proprietà del Canonico, dove un tempo si ergeva il castello di Semifonte, distrutto dai fiorentini nel 1202.
Il modello brunelleschiano è ripetuto pedissequamente nella pianta ottagonale, derivata dal tamburo di imposta della cupola di Santa Maria del Fiore, finanche nel modello costruttivo a doppia calotta: le diversità riguardano le finestre del tamburo qui rettangolari e non circolari, e la lanterna priva di aperture.
La pala destinata alla cappella (San Michele Arcangelo, San Nicola e altri santi) è di Bernardino Poccetti (1597 circa).

## Semifonte: storia di una città fantasma

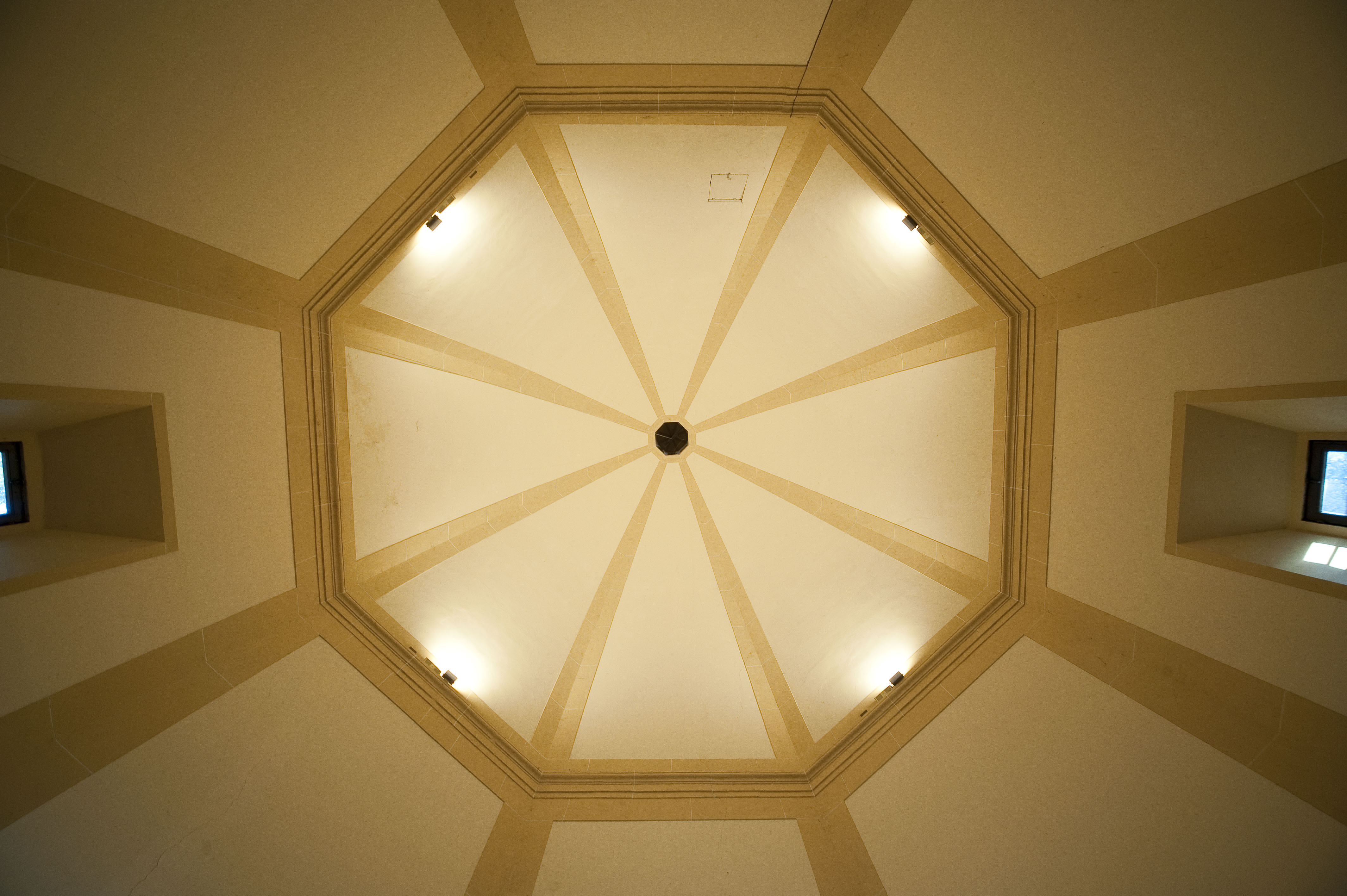
La cupola vista dell'interno

Semifonte era stata una fiera avversaria della città gigliata, tanto che il perimetro della sua cerchia muraria era di poco inferiore a quella della Firenze contemporanea. Fondata per volontà della famiglia degli Alberti nel 1181 - 1182 in un brevissimo lasso di tempo, grazie alla vicinanza alle due varianti nord e sud della strada volterrana (importanti arterie di comunicazione tra Volterra e Firenze) nonché alla importantissima Francigena, era divenuta assai prospera e potente.
Si narra che i cavalieri di Semifonte andassero fin sotto le mura di Firenze a gridare in segno di scherno: 
Semifon divien città»
Seguì una inevitabile guerra dal 1198 al 1202, anno della definita sconfitta e distruzione della città di Semifonte: un lungo, epico assedio, narrato da Messer Pace da Certaldo nella sua Storia della guerra di Semifonte, al quale parteciparono oltre ai fiorentini anche milizie delle città di Poggibonsi, Volterra, Siena e Prato. Semifonte aveva invece visto i suoi alleati, San Gimignano e Colle di Val d'Elsa, dileguarsi, abbandonandola al suo destino. Seguì la già citata completa distruzione della città, nonché il divieto assoluto di costruire. Unica eccezione: la cappella di San Michele.